# Antigua og Barbudas premierminister
Antigua og Barbudas premierminister (engelsk: the prime minister of Antigua and Barbuda) er regeringsleder i det caribiske land Antigua og Barbuda. Premierministeren og hans regering er kollektivt ansvarlige for deres politikker og handlinger i forvaltningen af Antigua og Barbuda.
Stillingen har sin oprindelse i embedet som chefminister (engelsk: chief minister), der var ansvarlig for landet mellem 1960 og 1967. Den eneste med denne stilling var Vere Bird. Mellem årene 1967 og 1981 eksisterede stillingen som førsteminister (engelsk: premier). Endelig har embedet som premierminister (engelsk: prime minister) eksisteret siden 1981.
Den nuværende indehaver af embedet er Gaston Browne fra Antigua and Barbuda Labour Party (ABLP), der har været landets premierminister siden den 13. juni 2014.

## Antigua og Barbudas premierministre fra 1981 og fremefter
- Vere Bird: 1. november 1981 – 9. marts 1994 - (Antigua and Barbuda Labour Party)
- Lester Bird: 9. marts 1994 – 24. marts 2004 - (Antigua and Barbuda Labour Party)
- Baldwin Spencer: 24. marts 2004 - 13. juni 2014 - (United Progressive Party)
- Gaston Browne: 13. juni 2014 - nuværende - (Antigua and Barbuda Labour Party)